# باشگاه فوتسال سفیر گفتمان
باشگاه فرهنگی ورزشی سفیر گفتمان تهران یک باشگاه فوتسال در تهران، ایران است که در سال ۱۳۹۵ تأسیس شده و در تیر ۱۴۰۱ با خرید امتیاز باشگاه فوتسال سپاهان مجوز حضور در لیگ برتر فوتسال مردان ایران را به‌دست‌آورد.

## مربیان و مدیران

### مدیران عامل
| مدیرعامل                       | دوران مدیریت | دوران مدیریت |
| مدیرعامل                       | از           | تا           |
| ------------------------------ | ------------ | ------------ |
| سعید صیاد چمنی رئیس هیئت مدیره | ۱۳۹۵         | هم‌اکنون      |
| محمد فایقی                     | ۱۳۹۵         | هم‌اکنون      |

### مربیان تاریخ باشگاه
| مربی         | سال       | وضعیت  |
| رضا شکرزاده  | ۱۳۹۶–۱۳۹۵ |        |
| محمود شوقیان | ۱۳۹۷–۱۳۹۶ |        |
| علی تاجیک    | ۱۳۹۸–۱۳۹۷ |        |
| علی تاجیک    | ۱۳۹۹–۱۳۹۸ |        |
| علیرضا رعدی  | ۱۴۰۰–۱۳۹۹ |        |
| رضا زرخانلی  | ۱۴۰۲–۱۴۰۱ |        |
| رضا زرخانلی  | ۱۴۰۳–۱۴۰۲ |        |
| حمید نصیری   | ۱۴۰۴–۱۴۰۳ | استعفا |
| محسن خبیری   | ۱۴۰۴–۱۴۰۳ |        |

## عملکرد کلی
در جدول زیر، عملکرد تیم فوتسال سفیر گفتمان تهران در مسابقات مختلف مشاهده می‌شود.
| فصل                                                             | لیگ                         | جایگاه      | توضیحات                                       |
| --------------------------------------------------------------- | --------------------------- | ----------- | --------------------------------------------- |
| لیگ برتر استان تهران (آسیا ویژن) فصل مسابقاتی ۱۳۹۶–۱۳۹۵         | (آسیا ویژن)                 | ششم         |                                               |
| مسابقات لیگ برتر استان تهران (آسیا ویژن) فصل مسابقاتی ۱۳۹۷–۱۳۹۶ | (آسیا ویژن)                 | نایب قهرمان |                                               |
| مسابقات جام رمضان منطقهٔ ۳ فصل ۱۳۹۷–۱۳۹۶                         | مسابقات منطقه ۳             | نایب قهرمان |                                               |
| مسابقات لیگ دسته اول کشوری فصل مسابقاتی ۱۳۹۸–۱۳۹۷               | لیگ یک فوتسال مردان ایران   | -           | صعود مقتدرانه به مرحله پلی آف (۴ تیم پایانی)  |
| مسابقات لیگ دسته اول کشوری فصل مسابقاتی ۱۳۹۹–۱۳۹۸               | لیگ یک فوتسال مردان ایران   |             |                                               |
| مسابقات لیگ دسته اول کشوری فصل مسابقاتی ۱۴۰۰–۱۳۹۹               | لیگ یک فوتسال مردان ایران   |             |                                               |
| مسابقات لیگ برتر کشوری فصل مسابقاتی ۱۴۰۲–۱۴۰۱                   | لیگ برتر فوتسال مردان ایران | هفتم        | خرید امتیاز باشگاه فولاد مبارکهٔ سپاهان اصفهان |
| مسابقات لیگ برتر کشوری فصل مسابقاتی ۱۴۰۳–۱۴۰۲                   | لیگ برتر فوتسال مردان ایران | دهم         |                                               |

## فصل ۱۴۰۴–۱۴۰۳

### کادر فنی[۲۰]
|    | سمت                   | نام            |
| -- | --------------------- | -------------- |
| ۱  | رئیس و عضو هیئت مدیره | سعید صیاد چمنی |
| ۱  | مدیر عامل             | محمد فایقی     |
| ۲  | مدیر تیم              | اکبر تقوی      |
| ۳  | سرمربی                | حمید نصیری     |
| ۴  | مربی                  | محمد خدادادی   |
| ۵  | مربی دروازه‌بان‌ها      | هادی سلگی      |
| ۶  | مربی بدنسازی          | هادی پهلوان    |
| ۷  | پزشک                  | جاوید مرادی    |
| ۸  | مدیر رسانه            | حامد اردهالی   |
| ۹  | تدارکات               | علی حامدی      |
| ۱۰ | سرپرست اجرایی         | داود علیزاده   |
| ۱۰ | عکاس                  | فاطمه شمس      |
| ۱۱ | فیلمبردار             | اکبر خلیلی     |
| ۱۲ | مجری و گزارشگر        | آرمان زاهدی    |

### بازیکنان فصل ۱۴۰۴–۱۴۰۳[۲۹]
| شماره | بازیکن                   | نقش     |
| ----- | ------------------------ | ------- |
| ۱     | سید علی قاسم پور         | گلر     |
| ۱۳    | هاشم ابرقویی نژاد        | گلر     |
| ۲۶    | علیرضا محمودی            | عقب گیر |
| ۱۰    | آرتا رضایی               |         |
| ۴     | سید سجاد سیدی            |         |
| ۳     | خداداد ابراهیمی          |         |
| ۱۷    | محرم جعفری               |         |
| ۱۱    | مرتضی صابحقران           |         |
| ۲۸    | میلاد قنبرزاده           |         |
| ۱۱    | امیرحسین رحیم زاده       |         |
| ۷     | امیر حسین تقوی دیلمی پور |         |
| ۹     | عرفان محمدپور            |         |
| ۸۸    | حمیدرضا اسمعیل زاده      |         |
| ۶     | محمد اسدشیر              |         |
| ۱۸    | مرتضی فرزانیان           |         |
| ۸     | محمد مهدی عبدلوند        |         |
| ۱۴    | آرمان رمضانی             |         |
| ۱۵    | علیرضا جعفری             | گلر     |
| ۱۶    | حامد علی بیگی            | گلر     |
| ۱۷    | علی آذری                 |         |
| ۱۸    | هادی افشاری              |         |
| ۱۹    | علیرضا بیات              |         |
| ۲۰    | سعید سروری               |         |
| ۲۱    | قدرت بهادری              |         |

نتایج بازیهای سفیرگفتمان در فصل ۱۴۰۴–۱۴۰۳
| هفته                                            | بازی                                   | نتیجه بازی | گلزنان                                                        | محل برگزاری مسابقه | وضعیت |
| هفته اول                                        | سفیرگفتمان تهران - مس سونگون ورزقان    | ۶–۲        | مرتضی صاحبقران، امیرحسین تقوی                                 | تبریز              | باخت  |
| هفته دوم                                        | سفیرگفتمان تهران - پالایش نفت اصفهان   | ۲–۵        | امیر حسین تقوی(۲)- مرتضی فرزانیان- علیرضا محمودی- محمد اسدشیر | تهران              | برد   |
| هفته سوم                                        | شهرداری ساوه- سفیر گفتمان تهران        | ۲–۴        | امیر حسین تقوی- مرتضی فرزانیان                                | ساوه               | باخت  |
| هفته چهارم                                      | سفیر گفتمان تهران-فرش آرا مشهد         | ۲–۳        | مرتضی فرزانیان- محمد اسدشیر(۲)                                | تهران              | برد   |
| هفته پنجم                                       | کراپ الوند-سفیر گفتمان تهران           | ۳–۰        |                                                               | قزوین              | باخت  |
| هفته ششم                                        | پالایش نفت بندرعباس- سفیر گفتمان تهران | ۲–۱        | عرفان محمدپور (۱)                                             | بندرعباس           | باخت  |
| هفته هفتم                                       | سفیر گفتمان تهران- فولاد زرند ایرانیان | ۱–۱        | علیرضا محمودی(۱)                                              | تهران              | تساوی |
| هفته هشتم                                       | ایرالکو اراک- سفیر گفتمان تهران        | ۲–۲        | مرتضی فرزانیان- امیر حسین تقوی                                | اراک               | تساوی |
| هفته نهم                                        | سفیر گفتمان تهران -گیتی پسند اصفهان    | ۲–۴        | آرتا رضایی(۲)-مرتضی فرزانیان(۱)-هادی افشاری(۱)                | تهران              | برد   |
| هفته دهم                                        | سن ایچ ساوه -سفیر گفتمان تهران         | ۱–۴        | مرتضی فرزانیان(۱)                                             | ساوه               | باخت  |
| هفته یازدهم                                     | سفیر گفتمان تهران- کلینیک ایرانیان قم  | ۳–۴        | مرتضی فرزانیان(۲) ،امیر حسین تقوی(۲)                          | تهران              | برد   |
| هفته دوازدهم                                    | فولاد هرمزگان -سفیر گفتمان تهران       | ۱–۱        | علیرضا محمودی(۱)                                              | بندر عباس          | تساوی |
| هفته سیزدهم                                     | سفیر گفتمان تهران_گهر زمین سیرجان      | ۲–۱        | مرتضی فرزانیان(۱)                                             | تهران              | باخت  |
| هفته چهاردهم                                    | سفیرگفتمان تهران - مس سونگون ورزقان    | ۲–۱        | امیرحسین تقوی(۱)                                              | تهران              | باخت  |
| دور برگشت مسابقات لیگ برتر فوتسال [ ۹۷ ] [ ۹۸ ] |                                        |            |                                                               |                    |       |
| هفته پانزدهم                                    | پالایش نفت اصفهان - سفیرگفتمان تهران   | ۳–۶        | مرتضی صاحبقران(۱) سعید سروری(۱) مرتضی فرزانیان(۱)             | اصفهان             | باخت  |
| هفته شانزدهم                                    | سفیر گفتمان تهران - شهرداری ساوه       | ۲–۲        | مرتضی فرزانیان(۱) - امیرحسین تقوی                             | تهران              | تساوی |
| هفته هفدهم                                      | فرش آرا مشهد - سفیرگفتمان              | ۴–۱        | قدرت بهادری -امیرحسین تقوی-عرفان محمدپور-آرتا رضایی           | مشهد               | برد   |
| هفته هیجدهم                                     | سفیرگفتمان - کراپ الوند                | ۲–۱        |                                                               | تهران              | باخت  |
| هفته نوزدهم                                     | سفیرگفتمان - پالایش نفت بندرعباس       | ۴–۰        |                                                               | تهران              | باخت  |
| هفته بیستم                                      | فولاد زرند ایرانیان - سفیرگفتمان       | ۳–۱        |                                                               | کرمان              | باخت  |
| هفته بیست و یکم                                 | سفیرگفتمان - ایرالکو اراک              | ۳–۳        |                                                               | تهران              | تساوی |
| هفته بیست و دوم                                 | گیتی پسند اصفهان - سفیرگفتمان          | ۲–۱        |                                                               | اصفهان             | باخت  |
| هفته بیست و سوم                                 | سفیرگفتمان - سن ایچ ساوه               | ۱–۲        | گل به خودی - مرتضی فرزانیان                                   | تهران              | برد   |
| هفته بیست و چهارم                               | کلینیک ایرانیان قم - سفیرگفتمان        | ۱–۰        |                                                               | قم                 | باخت  |
| هفته بیست و پنجم                                | سفیرگفتمان - فولاد هرمزگان             | ۱–۰        | مرتضی فرزانیان                                                | تهران              | برد   |
| هفته بیست و ششم                                 | گهر زمین سیرجان -سفیرگفتمان            |            |                                                               | سیرجان             | باخت  |

## فصل ۱۴۰۳–۱۴۰۲

### کادر فنی[۲۰]
|   | سمت                   | نام            |
| - | --------------------- | -------------- |
| ۱ | رئیس و عضو هیئت مدیره | سعید صیاد چمنی |
| ۱ | مدیر عامل             | محمد فایقی     |
| ۲ | مدیر تیم              | اکبر تقوی      |
| ۳ | سرمربی                | رضا زرخانلی    |
| ۴ | مربی                  | حمید نصیری     |
| ۵ | مربی دروازه‌بان‌ها      | هادی سلگی      |
| ۶ | مربی بدنسازی          | هادی پهلوان    |
| ۷ | پزشک                  | جاوید مرادی    |
| ۸ | مدیر رسانه            | حامد اردهالی   |
| ۹ | تدارکات               | علی حامدی      |

### بازیکنان فصل ۱۴۰۳–۱۴۰۲[۱۲۴]
| شماره | بازیکن              | نقش     |
| ----- | ------------------- | ------- |
| ۱     | سید علی قاسم پور    | گلر     |
| ۱۳    | هاشم ابرقویی نژاد   | گلر     |
| ۲۶    | علیرضا محمودی       | عقب گیر |
| ۱۰    | الیاس براتی         |         |
| ۴     | علیرضا بیات         |         |
| ۳     | خداداد ابراهیمی     |         |
| ۱۷    | مهران غلامی         |         |
| ۱۱    | علی خلیلوند         |         |
| ۲۸    | میلاد قنبرزاده      |         |
| ۱۱    | امیرحسین رحیم زاده  |         |
| ۷     | امین مجیدی پور      |         |
| ۹     | سعید عابدی          |         |
| ۸۸    | حمیدرضا اسمعیل زاده |         |
| ۶     | محمد اسدشیر         |         |
| ۱۸    | مرتضی فرزانیان      |         |
| ۸     | محمد مهدی عبدلوند   |         |
| ۱۴    | آرمان رمضانی        |         |

## وضعیت تیم سفیرگفتمان در فصل ۱۴۰۴–۱۴۰۳
جدول رده‌بندی لیگ برتر فوتسال ۱۴۰۳
جدول رده‌بندی
| رده | تیم                    | بازی | برد | تساوی | باخت | زده | خورده | تفاضل | امتیاز |
| --- | ---------------------- | ---- | --- | ----- | ---- | --- | ----- | ----- | ------ |
| ۱   | صنایع گیتی پسند اصفهان | ۲۶   | ۲۱  | ۳     | ۲    | ۹۹  | ۵۰    | ۴۹    | ۶۶     |
| ۲   | مس سونگون ورزقان       | ۲۶   | ۱۸  | ۴     | ۴    | ۹۵  | ۵۴    | ۴۱    | ۵۸     |
| ۳   | گهر زمین سیرجان        | ۲۶   | ۱۹  | ۰     | ۷    | ۶۷  | ۴۰    | ۲۷    | ۵۷     |
| ۴   | کراپ الوند             | ۲۶   | ۱۷  | ۴     | ۵    | ۷۸  | ۴۶    | ۳۲    | ۵۵     |
| ۵   | پالایش نفت بندرعباس    | ۲۶   | ۱۵  | ۳     | ۸    | ۷۰  | ۴۶    | ۲۴    | ۴۸     |
| ۶   | فولاد زرند ایرانیان    | ۲۶   | ۹   | ۷     | ۱۰   | ۶۵  | ۶۱    | ۴     | ۳۴     |
| ۷   | فولاد هرمزگان          | ۲۶   | ۷   | ۸     | ۱۱   | ۵۴  | ۶۸    | -۱۴   | ۲۹     |
| ۸   | سن ایچ ساوه            | ۲۶   | ۸   | ۵     | ۱۳   | ۵۹  | ۷۵    | -۱۶   | ۲۹     |
| ۹   | پالایش نفت اصفهان      | ۲۶   | ۹   | ۱     | ۱۶   | ۵۰  | ۶۹    | -۱۹   | ۲۸     |
| ۱۰  | شهرداری ساوه           | ۲۶   | ۷   | ۷     | ۱۲   | ۴۹  | ۷۳    | -۲۴   | ۲۸     |
| ۱۱  | سفیر گفتمان تهران      | ۲۶   | ۷   | ۵     | ۱۴   | ۴۷  | ۶۵    | -۱۸   | ۲۶     |
| ۱۲  | ایرالکو اراک           | ۲۶   | ۶   | ۵     | ۱۵   | ۴۴  | ۶۴    | -۲۰   | ۲۳     |
| ۱۳  | کلینیک ایرانیان قم     | ۲۶   | ۵   | ۵     | ۱۶   | ۴۵  | ۷۴    | -۲۹   | ۲۰     |
| ۱۴  | فرش آرا مشهد           | ۲۶   | ۳   | ۵     | ۱۸   | ۴۹  | ۸۶    | -۳۷   | ۱۴     |

## وضعیت تیم سفیرگفتمان در فصل ۱۴۰۳–۱۴۰۲
جدول رده‌بندی لیگ برتر فوتسال ۱۴۰۲
| رده | تیم                    | بازی | برد | تساوی | باخت | زده | خورده | تفاضل | امتیاز |
| --- | ---------------------- | ---- | --- | ----- | ---- | --- | ----- | ----- | ------ |
| ۱   | صنایع گیتی پسند اصفهان | ۲۶   | ۲۴  | ۱     | ۱    | ۹۹  | ۳۸    | ۶۱    | ۷۳     |
| ۲   | مس سونگون ورزقان       | ۲۶   | ۱۶  | ۶     | ۴    | ۱۰۶ | ۶۴    | ۴۲    | ۵۴     |
| ۳   | گهر زمین سیرجان        | ۲۶   | ۱۵  | ۵     | ۶    | ۷۵  | ۴۴    | ۳۱    | ۵۰     |
| ۴   | سن ایچ ساوه            | ۲۶   | ۱۱  | ۶     | ۹    | ۷۹  | ۷۱    | ۸     | ۳۹     |
| ۵   | پالایش نفت بندرعباس    | ۲۶   | ۱۱  | ۶     | ۹    | ۷۷  | ۷۴    | ۳     | ۳۹     |
| ۶   | آنا صنعت پاسارگاد قم   | ۲۶   | ۱۰  | ۸     | ۸    | ۶۵  | ۶۷    | -۲    | ۳۸     |
| ۷   | فرش آرا مشهد           | ۲۶   | ۹   | ۸     | ۹    | ۵۷  | ۵۸    | -۱    | ۳۵     |
| ۸   | شهرداری ساوه           | ۲۶   | ۹   | ۸     | ۹    | ۵۶  | ۵۷    | -۱    | ۳۵     |
| ۹   | کراپ الوند ایرانیان    | ۲۶   | ۱۰  | ۴     | ۱۲   | ۵۲  | ۶۱    | -۹    | ۳۴     |
| ۱۰  | سفیر گفتمان تهران      | ۲۶   | ۹   | ۶     | ۱۱   | ۶۴  | ۶۸    | -۴    | ۳۳     |
| ۱۱  | فولاد زرند ایرانیان    | ۲۶   | ۷   | ۷     | ۱۲   | ۴۹  | ۵۸    | -۹    | ۲۸     |
| ۱۲  | ایرالکو اراک           | ۲۶   | ۷   | ۷     | ۱۲   | ۴۶  | ۶۳    | -۱۷   | ۲۸     |
| ۱۳  | مقاومت البرز           | ۲۶   | ۲   | ۵     | ۱۹   | ۳۵  | ۸۱    | -۴۶   | ۱۱     |
| ۱۴  | حافظ مازندران          | ۲۶   | ۲   | ۳     | ۲۱   | ۴۶  | ۱۰۲   | -۵۶   | ۹      |

## آکادمی فوتسال پایه سفیرگفتمان تهران[۱۳۷]
باشگاه سفیرگفتمان تهران یکی از تیم‌های فوتسال ایران می‌باشد که در رده‌های پایه فعالیت می‌کند،
باشگاه سفیر گفتمان در رده نونهالان و نوجوانان در لیگ فوتسال استان تهران حضور دارد.

### افتخارات در رده پایه[۱۴۰]
۱. کسب مقام قهرمانی تیم جوانان سفیرگفتمان در مسابقات لیگ برتر استان تهران فصل ۱۳۹۸–۱۳۹۷
۲. کسب مقام قهرمانی تیم فوتسال نوجوانان سفیرگفتمان در مسابقات لیگ برتر استان تهران فصل ۱۳۹۹–۱۳۹۸

## جام سفیر
راه اندازی جام معتبر فوتسال با نام جام سفیر برای اولین بار در ایران.

## نشریه فوتسالی
- نشریه فوتسالی‌ها نشریه داخلی باشگاه سفیر گفتمان تهران است که برای اولین بار توسط یک باشگاه فوتسالی منتشر می‌شود. این نشریه جزو اولین هفته نامه‌های فوتسالی در جهان است و در هر شماره اخبار همه تیم‌های فوتسال را پوشش می‌دهد. اولین شماره این نشریه در تاریخ ۳/۳/۱۴۰۳ منتشر شد.[۱۴۵]
- ویژه نامه جام جهانی فوتسال ازبکستان ۲۰۲۴ طی ۲۸ نسخه به صورت روزانه با پوشش تمامی اخبار و حاشیه‌های جام جهانی  منتشر شد.

## بازیکنان خارجی
- مهران غلامی بازیکن تیم ملی فوتسال افغانستان[۱۴۶][۱۴۷][۱۴۸]
- خداداد ابراهیمی بازیکن تیم ملی فوتسال افغانستان[۱۴۹]
- علیرضا جعفری دوازه بان تیم ملی فوتسال افغانستان[۱۵۰][۱۵۱]
- حسن علی جعفری بازیکن تیم ملی فوتسال افغانستان[۱۵۲]

## لیست گلزنان برتر سفیر در لیگ برتر
| ردیف | نام بازیکن     | تعداد گل | فصل       |
| ---- | -------------- | -------- | --------- |
| ۱    | مرتضی فرزانیان | ۹ گل     | ۱۴۰۱–۱۴۰۲ |
| ۲    | مرتضی فرزانیان | ۱۹ گل    | ۱۴۰۲–۱۴۰۳ |
| ۳    | مرتضی فرزانیان | ۱۶ گل    | ۱۴۰۴–۱۴۰۳ |